# Mng'omba
Mng'omba è un ward dello Zambia, parte della Provincia Orientale e del Distretto di Katete.